# U 132 (U-Boot, 1941)
U 132 war ein deutsches U-Boot vom Typ VII C, das im Zweiten Weltkrieg von der deutschen Kriegsmarine eingesetzt wurde.

## Geschichte
Der Auftrag für das Boot wurde am 7. August 1939 an die Vegesacker Werft in Bremen vergeben. Die Kiellegung erfolgte am 10. August 1940, der Stapellauf am 10. April 1941. Die Indienststellung unter Kapitänleutnant Ernst Vogelsang fand schließlich am 20. Mai 1941 statt.
Das Boot gehörte nach seiner Indienststellung am 20. April 1941 bis November 1941 als Ausbildungsboot zur 3. U-Flottille in Kiel. Nach der Ausbildung gehörte U 132 von November 1941 bis zu seiner Versenkung am 3. November 1942 als Frontboot zur 3. U-Flottille nach La Pallice.
U 132 absolvierte während seiner Dienstzeit vier Unternehmungen und eine Überführungsfahrt, auf denen zehn Schiffe mit 40.813 BRT versenkt und ein Schiff mit 5.507 BRT beschädigt wurden.

## Einsatzstatistik

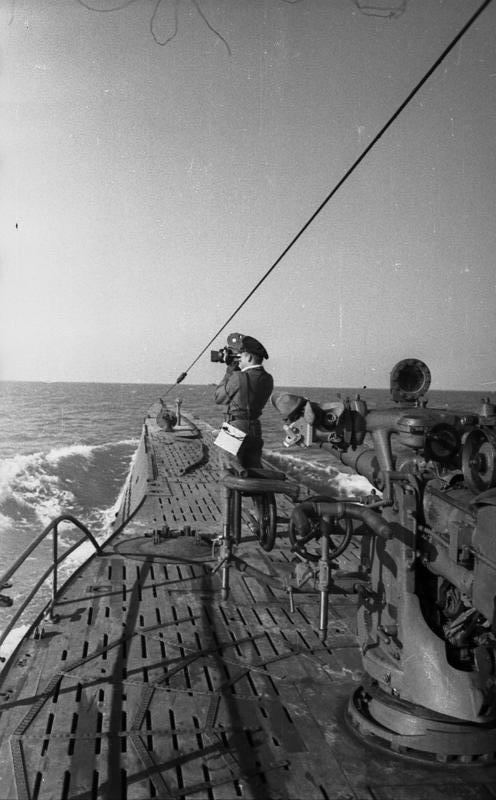
Ein Filmberichterstatter an Deck von U 132 vor dem 8,8-cm-Geschütz

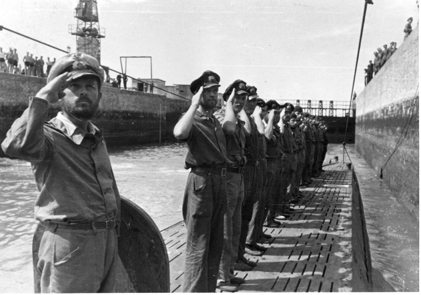
Einfahrt und Begrüßung von U 132 in La Pallice nach erfolgter Feindfahrt (links Kapitänleutnant Ernst Vogelsang)

### Erste Unternehmung
Das Boot lief am 7. September 1941 um 12.40 Uhr von Trondheim aus und am 12. September 1941 in Kirkenes ein. Auf dieser fünf Tage dauernden und 878,7 sm über und 61,6 sm unter Wasser langen Unternehmung ins Nordmeer wurden keine Schiffe versenkt oder beschädigt.

### Zweite Unternehmung
Das Boot lief am 14. September 1941 um 8.00 Uhr von Kirkenes aus und lief am 21. Oktober 1941 um 11.20 Uhr wieder dort ein. Auf dieser 38 Tage dauernden und 4.852 sm über und 449 sm unter Wasser langen Unternehmung in das Nordmeer und dem Weißen Meer, wurden zwei Schiffe mit 3.687 BRT versenkt.
- 18. Oktober 1941: Versenkung des sowjetischen Dampfers Argun mit 3.487 BRT. Der Dampfer wurde durch zwei Torpedos versenkt. Er fuhr in Ballast und war auf dem Weg von Archangelsk nach Lokangu. Es gab keine Verluste. (Lage)
- 18. November 1941: Versenkung des sowjetischen Hilfs-U-Jägers SKR 11 / No. 70 mit 1.200 BRT. Der U-Jäger wurde durch einen Torpedo versenkt. (Lage)

### Verlegungsfahrt
Das Boot lief am 25. Oktober 1941 um 11.00 Uhr von Kirkenes aus und lief am 30. Oktober 1941 um 18.45 Uhr in Trondheim ein. Auf dieser fünf Tage dauernden und 1.163,7 sm über und 18,9 sm unter Wasser langen Verlegungsfahrt, wurden keine Schiffe versenkt oder beschädigt. U 132 verlegte zur Instandsetzung nach Trondheim.

### Dritte Unternehmung
Das Boot lief am 15. Januar 1942 um 13.00 Uhr von Trondheim aus und lief am 8. Februar 1942 um 19.30 Uhr in La Pallice ein. Auf dieser 25 Tage dauernden und 3.616,7 sm über und 230,5 sm unter Wasser langen Unternehmung in den Nordatlantik, Island, vor Reykjavík, wurde ein Schiff mit 2.216 BRT versenkt.
- 29. Januar 1942: Beschädigung des US-amerikanischen Küstenwachschiffes USCGC Alexander Hamilton mit 2.216 BRT. Der Coast-Guard-Cutter wurde durch einen Torpedo beschädigt und sank den Tag darauf. Das Schiff war auf dem Weg nach Reykjavík. Es gab 32 Tote. (Lage)

### Vierte Unternehmung
Das Boot lief am 10. Juni 1942 um 17.45 Uhr von La Pallice aus und lief am 16. August 1942 um 14.00 Uhr wieder dort ein. Auf dieser 68 Tage dauernden und 8.757,5 sm über und 1.143,9 sm unter Wasser langen Unternehmung westlich von Spanien, südöstlich von Nova Scotia und dem Sankt-Lorenz-Golf, wurden fünf Schiffe mit 21.350 BRT versenkt. U 132 gehörte zur Gruppe mit dem Tarnnamen „Endrass“.
- 6. Juli 1942: Versenkung des belgischen Dampfers Hainaut mit 4.312 BRT. Der Dampfer wurde durch einen Torpedo versenkt. Er hatte Stückgut inklusive LKWs geladen und befand sich auf dem Weg von Montreal über Sydney nach Großbritannien. Das Schiff gehörte zum Konvoi QS-15 mit zwölf Schiffen. Es gab einen Toten und 42 Überlebende. (Lage)
- 6. Juli 1942: Versenkung des griechischen Dampfers Anastassios Pateras mit 3.382 BRT. Der Dampfer wurde durch einen Torpedo versenkt. Er hatte 4.934 t Getreide sowie LKWs geladen und befand sich auf dem Weg von Montreal (Kanada) über Sydney (Nova Scotia) nach Großbritannien. Das Schiff gehörte zum Konvoi QS-15 mit zwölf Schiffen. Es gab vier Tote und 34 Überlebende. (Lage)
- 6. Juli 1942: Versenkung des britischen Dampfers Dinaric mit 2.555 BRT. Der Dampfer wurde durch einen Torpedo versenkt. Er hatte 957 Baumstämme und Stahl geladen und befand sich auf dem Weg von Rimouski über Sydney (Nova Scotia) nach Großbritannien. Das Schiff gehörte zum Konvoi QS-15 mit zwölf Schiffen. Es gab vier Tote und 34 Überlebende. (Lage)
- 20. Juli 1942: Versenkung des britischen Dampfers Frederika Lensen mit 4.367 BRT. Das Schiff wurde durch einen Torpedo so schwer beschädigt, dass es beim Einschleppen in der Grande Vallé Bay auseinanderbrach. Es fuhr in Ballast und war auf dem Weg von Montreal (Kanada) nach Sydney (Nova Scotia). Das Schiff gehörte zum Konvoi QS-19. Es gab vier Tote und 42 Überlebende. (Lage)
- 30. Juli 1942: Versenkung des britischen Motorschiffes Pacific Pioneer mit 6.734 BRT. Das Schiff wurde durch einen Torpedo versenkt. Es fuhr in Ballast, hatte vier Passagiere an Bord und war auf dem Weg von Belfast nach New York. Das Schiff gehörte zum Konvoi ON-113 mit 35 Schiffen. Es gab keine Verluste, 71 Überlebende. (Lage)

### Fünfte Unternehmung
Das Boot lief am 6. Oktober 1942 von La Pallice aus und sank am 4. November 1942. Auf dieser 30 Tage dauernden Unternehmung in den Nordatlantik, östlich und südöstlich von Neufundland, wurden zwei Schiffe mit 13.069 BRT versenkt, und ein Schiff mit 5.507 BRT beschädigt. U 132 gehörte zur Gruppe mit dem Tarnnamen „Veilchen“.
- 3. November 1942: Versenkung des britischen Dampfers Empire Lynx mit 6.379 BRT. Der Dampfer wurde durch einen Torpedo versenkt. Er hatte 7.850 t Stückgut geladen und befand sich auf dem Weg von New York (USA) nach Liverpool (Großbritannien). Das Schiff gehörte zum Konvoi SC-107 mit 42 Schiffen. Es gab keine Verluste, 43 Überlebende. (Lage)
- 3. November 1942: Beschädigung des niederländischen Dampfers Hobbema mit 5.507 BRT. Der Dampfer wurde durch einen Torpedo beschädigt. Er wurde am 4. November 1942 von U 442 versenkt. (Lage)
- 3. November 1942: Versenkung des britischen Dampfers Hatimura mit 6.690 BRT. Der Dampfer wurde durch einen Torpedo versenkt. Er hatte 8.200 t Stückgut, 200 t TNT, 250 t Schießpulver sowie 300 Brandbomben geladen und befand sich auf dem Weg von New York (USA) über Holyhead nach Manchester. Das Schiff gehörte zum Konvoi SC-107 mit 42 Schiffen. Es gab vier Tote und 86 Überlebende. (Lage)

## Verbleib
Das Boot sank am 4. November 1942 gegen 00:20 Uhr im Nordatlantik südöstlich von Kap Farewell vermutlich durch die Explosion des britischen Dampfer Hatimura. U 132 meldete sich nach dem Angriff auf den Konvoi SC-107 nicht mehr und wird seit dem 4. November 1942 als vermisst geführt. Die Hatimura hatte zu ihrer Stückgutladung noch TNT und Sprengstoff geladen. Der Dampfer geriet nach dem Torpedotreffer in Brand. Beim Untergang explodierte der Sprengstoff und riss dabei das zu nahe am explodierenden Schiff stehende U 132 mit in die Tiefe. Die Position war 55° 38′ N, 39° 52′ W im Marine-Planquadrat AK 4174. Es war ein Totalverlust mit 47 Toten.